# كاريتيانا
الكاريتيانا هم السكان الأصليون في البرازيل، وتقع محميتهم في غرب حوض الأمازون. يبلغ عددهم 320 عضوًا، وزعيم جمعيتهم القبلية هو ريناتو كاريتيانا. تعيش القبيلة على الزراعة وصيد الأسماك والقنص بطرق بدائيَّة، وليس لديهم أي اتصال تقريبًا بالعالم الخارجي. ولديهم لغتهم الخاصة، وهي لغة الكاريتيانا، هي لغة أريكيم في البرازيل.
غالبًا ما تستخدم دراسات علم الوراثة السكانية الكاريتيانا كمجموعة سكانية مرجعية للأمريكيين الأصليين، وذلك باستخدام عينات الحمض النووي المتاحة من خلال مشروع تنوع الجينوم البشري ومصادر أخرى. تم جمع الحمض النووي من أفراد الكاريتيانا في عام 1987 بواسطة فرانسيس بلاك، وفي عام 2007 أفيد أن هذه العينات تم أخذها دون علم المؤسسة الوطنيَّة للسُّكان الأصليين، وهي الوكالة البرازيلية التي تنظم الاتصال بين القبائل الأصلية والعالم الخارجي، وأنه تم توزيع العينات لمدة عام. رسوم لا تعود بالفائدة على الكاريتيانا، مما أدى إلى ظهور ادعاءات بالقرصنة البيولوجية. وزعم تقرير الصحيفة نفسه أن الدكتور هيلتون بيريرا دا سيلفا، وهو طبيب ضمن طاقم تصوير فيلم وثائقي، أخذ عينات أخرى في عام 1996، بناءً على وعد بإمدادات طبية لم يتم الوفاء بها أبدًا. يشير رد الدكتور سيلفا إلى أن القصة الإخبارية كانت خاطئة وأن العينات الطبية التي أخذها لم تستخدم أبدًا لأي غرض تجاري.

## أصول
توصلت دراسة وراثية أجريت عام 2015 إلى نتيجة مفاجئة حول أصول شعب الكاريتيانا. في حين أن شعب الكاريتيانا يرتبط ارتباطًا وثيقًا بالأمريكيين الأصليين الآخرين، إلا أنهم يتشاركون علاقات أوثق مع مواطني جنوب شرق آسيا والبولينيزيين مقارنة بالأمريكيين الأصليين الآخرين الأقرب إلى السيبيريين وشمال شرق آسيا.
كما وجدت دراسة أجراها لوسيف لازاريديس (2014) أن قبيلة كاريتيانا تحمل خليط Mal'ta MA1 (41٪) بينما يبدو أن التدفق الجيني الآخر في كاريتيانا له أصل أوراسي شرقي. دراسة أجراها كانازاوا كيرياما وآخرون. (2017) اكتشف تدفق الجينات من كاريتيانا إلى Mal'ta MA1 (21٪) وهو في الاتجاه المعاكس لما ورد في الدراسات السابقة مثل التي جرت في عام 2014 حيث استُخدم بيانات تسلسل أكبر بكثير. ويتكهن المؤلفون بأن التدفق العكسي يمكن أن يكون بسبب هجرة البيرينجيين القديمة في هجرة غربًا إلى أوراسيا.